# 特维斯特塔尔
特维斯特塔尔（德語：Twistetal，意为“特維斯特河谷”）是德国黑森州的一个市镇。总面积74.00平方公里，总人口4494人，其中男性2304人，女性2190人（2011年12月31日），人口密度61人/平方公里。